# Marijan Smid
Marijan Frank Smid (* 4. April 1972) ist ein ehemaliger österreichischer Fußballspieler.

## Karriere
Smid begann seine Karriere beim SK Austria Klagenfurt. Zur Saison 1990/91 wechselte er zum SAK Klagenfurt. In der Saison 1991/92 spielte er beim SK Sturm Graz, wo er allerdings nur für die Reserve zum Einsatz kam. Nach einer Spielzeit in der Steiermark kehrte er 1992 wieder zum SAK zurück. Mit den Kärntnern stieg er 1995 in die zweite Liga auf. Sein Debüt in der zweithöchsten Spielklasse gab er im August 1995, als er am ersten Spieltag der Saison 1995/96 gegen den Favoritner AC in der Halbzeitpause für Marian Sadjak eingewechselt wurde.
Bis Saisonende kam er zu 19 Zweitligaeinsätzen für den SAK. Die Klagenfurter stiegen allerdings nach einer Spielzeit wieder in die Regionalliga ab. Nach zehn Saisonen beim SAK wechselte Smid zur Saison 2002/03 zum ATUS Ferlach. Zur Saison 2004/05 schloss er sich dem ATUS Nötsch an. Nötsch verließ er nach der Saison 2006/07. Nach einem halben Jahr ohne Verein kehrte er im Jänner 2008 wieder nach Nötsch zurück. Nach zehn Einsätzen verließ er den Klub nach der Saison 2007/08 erneut. Im September 2009 absolvierte Smid ein Spiel für den FC Faakersee.
In der Saison 2010/11 spielte er fünfmal für den fünftklassigen SV Arnoldstein. Zwischen 2012 und 2013 kam er zu zwölf weiteren Einsätzen für Faakersee, ehe er seine Karriere beendete.